# Ostrowskia magnifica
Ostrowskia magnifica là loài thực vật có hoa trong họ Hoa chuông. Loài này được Regel mô tả khoa học đầu tiên năm 1884.